# Epigynopteryx castanea
Epigynopteryx castanea is een vlinder uit de familie spanners (Geometridae). De wetenschappelijke naam van deze soort is voor het eerst geldig gepubliceerd in 1977 door Viette.
De soort komt voor in tropisch Afrika.